# Rhynchosia zernyi
Rhynchosia zernyi är en ärtväxtart som beskrevs av Hermann August Theodor Harms. Rhynchosia zernyi ingår i släktet Rhynchosia och familjen ärtväxter. Inga underarter finns listade i Catalogue of Life.